# Porky's Cafe
Porky's Cafe est un cartoon, réalisé par Chuck Jones et sorti en 1942, qui met en scène Porky Pig.